# ايفون غراهام
ايفون غراهام (بالألمانية: Yvonne Mai-Graham)‏ (و. 1965  م) هي منافسة ألعاب القوى من ألمانيا، وجامايكا، وألمانيا الشرقية، ولدت في آنابرغ-بوخهولتس.

## روابط خارجية
- ايفون غراهام على موقع الاتحاد الدولي لألعاب القوى (الإنجليزية)